# Гомбе
Гомбе је једна од држава Нигерије. Налази се на североистоку земље, а главни град државе је Гомбе. Држава Гомбе је формирана 1996. године и има 2.353.000 становника (подаци из 2006). Најзначајније етничке групе у држави су Хауса, Тангале, Лонгуда, Бата, Марги, Канури и Каре. Ово је једна од држава Нигерије у којима је уведен шеријатски закон. 